# Port du Moudang
Le port du Moudang (en espagnol puerto de Trigoniero) est un col de montagne pédestre frontalier des Pyrénées à 2 494 ou 2 495 mètres d'altitude entre le département français des Hautes-Pyrénées, en Occitanie, et la province espagnole de Huesca, en Aragon.
Il est situé sur la frontière franco-espagnole.
Il fait communiquer la vallée d'Aure côté français, via la vallée du Moudang, avec la vallée de Bielsa côté espagnol.

## Toponymie
Le mot port signifie en gascon « porte » ou « col », c'est le pendant de puerto en espagnol.

## Géographie
Le port du Moudang est encadré par le pic de Marty Caberrou (2 677 m) à l'ouest et le pic de Lia (2 778 m) à l’est entre les crêtes du Moudang et de Lia.
Il abrite la croix frontière no 325.

## Protection environnementale
Le col fait partie d'une zone naturelle protégée, classée ZNIEFF de type 1 : haute vallée d'Aure en rive droite, de Barroude au col d'Azet.

## Voies d'accès
On y accède côté français depuis le moulin du Moudang, prendre le sentier le long de la Neste du Moudang puis aux granges du Moudang continuer vers le col.
Côté espagnol, le col donne accès au cirque de Marcatiecho dans la vallée de Bielsa où l'on peut rejoindre Ainsa.